# Cucullia kurilullia
Cucullia kurilullia là một loài bướm đêm trong họ Noctuidae.